# Desaparición de Daniel Robinson
Daniel Robinson (nacido el 14 de enero de 1997) era un joven estadounidense que desapareció en la noche del 23 de junio de 2021, después de abandonar su puesto de trabajo, cerca de Buckeye (Arizona), tras montar en su Jeep Renegade azul en dirección oeste hacia el desierto.

## Antecedentes
Los investigadores y la familia describieron a Robinson como un hombre afroamericano de 1,70 metros que pesaba 75 kilos en el momento de su desaparición. Tenía pelo negro y ojos marrones, y le faltaba parte del antebrazo derecho, incluida la mano.

## Desaparición
Robinson fue visto por última vez saliendo de su lugar de trabajo en Buckeye (Arizona), el jueves 23 de junio de 2021, por un compañero de trabajo que acababa de conocer ese día, donde trabajaba como geólogo. Se había trasladado a la zona de Phoenix tras graduarse como geólogo de campo en 2019.
Semanas después, el 19 de julio, un ranchero encontró el Jeep volcado de lado en un barranco de su propiedad, con los airbags desplegados y pruebas en el vehículo que indicaban que el conductor llevaba puesto el cinturón de seguridad en el momento del accidente. Junto al vehículo se encontraron varios objetos personales de Robinson, como su teléfono móvil, su cartera, sus llaves y su ropa.

## Investigación
A finales de julio de 2021, se encontró un cráneo humano en la zona al sur de donde se recuperó el vehículo de Robinson. Las pruebas realizadas posteriormente indicaron que el cráneo no era el de Robinson, y no se recuperaron más restos humanos en ese momento.
En una declaración realizada el 16 de septiembre de 2021, el Departamento de Policía de Buckeye anunció que habían trabajado con agencias externas para buscar en más de 70 millas cuadradas, con la ayuda de UTV, perros rastreadores de cadáveres, drones y helicópteros. Tras el descubrimiento del Jeep, la familia de Robinson contrató a un reconstructor de accidentes y a un investigador privado, que sugirieron que la escena del accidente había sido montada. Afirmaron que después de que los airbags se desplegaran, el encendido se giró 46 veces más, y que había 11 millas adicionales en el coche que se registraron después de que el coche se estrellara.
Los investigadores anunciaron en octubre de 2021 que Robinson había estado enviando mensajes de texto a una mujer que conoció mientras realizaba entregas para Instacart, y al parecer fue invitado a entrar e intercambió números con ella. Mensajes de texto posteriores mostraron que había visitado su casa varias veces sin avisar, y la mujer indicó que se sentía muy incómoda con sus acciones. En un principio, la policía interrogó a amigos, familiares y compañeros de trabajo sobre la posibilidad de que Robinson tuviera tendencias suicidas a causa de la situación, pero todos dijeron a los investigadores que no era así.
El 9 de noviembre de 2021, se anunció que se había descubierto un segundo conjunto de restos humanos mientras se buscaba a Robinson, y que se habían enviado para realizar pruebas de ADN e identificación. La investigación preliminar, basada en indicios antropológicos de raza y la cantidad de tiempo en el exterior, ha llevado a las autoridades a creer que ninguno de los dos conjuntos de restos corresponde a Robinson.

## Hechos posteriores
El padre de Robinson criticó el esfuerzo realizado por las fuerzas de seguridad locales para localizar a su hijo, afirmando que él hizo más por tratar de localizarlo desde Phoenix que las fuerzas de seguridad. La familia también ha creado una página GoFundMe para ayudar a recaudar donaciones, y una petición para mantener el interés en el caso. Los padres de Robinson participaron en la serie Red Table Talk de Facebook Watch para hablar sobre la desaparición de Robinson, y las dificultades a las que se enfrentaron trabajando con los investigadores en la búsqueda de su hijo.
En las redes sociales también se señaló la falta de atención nacional que se estaba dando al caso de Robinson en comparación con el de la, entonces, desaparición de Gabby Petito, ocurrida un mes después.